# Pseudogaurotina magnifica
Pseudogaurotina magnifica là một loài bọ cánh cứng trong họ Cerambycidae.